# Wilhelm Friedrich Ludwig Albrecht
Wilhelm Friedrich Ludwig Albrecht (* 9. Februar 1840 in Schmachthagen; † 26. März 1895 in Hamburg) war ein deutscher Schankwirt und Politiker.

## Leben
Von 1886 bis 1895 gehörte Albrecht der Hamburgischen Bürgerschaft an. Er war Mitglied der Fraktion der Linken.